# Drapetis solaris
Drapetis solaris är en tvåvingeart som beskrevs av Rogers 1989. Drapetis solaris ingår i släktet Drapetis och familjen puckeldansflugor. Inga underarter finns listade i Catalogue of Life.